# Wybory parlamentarne w Izraelu w 1949 roku
Wybory parlamentarne w Izraelu do I Zgromadzenia Ustawodawczego (Asefa haMekonenet), które później przekształciło się w pierwszy Kneset, odbyły się 25 stycznia 1949.
Oddano 506 567 głosów, w tym ważnych: 434 684. Próg wyborczy wynosił 1%, a więc aby uzyskać miejsce w Knesecie, należało otrzymać minimum 4346 głosów. Średnio na jedno miejsce przypadło 3592 głosów.

## Oficjalne wyniki
|  | Partia                                                      | Głosy   | Procent | Mandaty |
|  | ----------------------------------------------------------- | ------- | ------- | ------- |
|  | Mapai (מפא"י)                                               | 155,274 | 35.7%   | 46      |
|  | Mapam (מפ"ם)                                                | 64,018  | 14.7%   | 19      |
|  | Zjednoczony Front Religijny (חזית דתית מאוחדת)              | 52,982  | 12.2%   | 16      |
|  | Herut (חרות)                                                | 49,782  | 11.5%   | 14      |
|  | Ogólni Syjoniści (ציונים כלליים)                            | 22,661  | 5.2%    | 7       |
|  | Partia Progresywna (מפלגה פרוגרסיבית)                       | 17,786  | 4.1%    | 5       |
|  | Sefardyjczycy i Orientalne Społeczności (ספרדים ועדות מזרח) | 15,287  | 3.5%    | 4       |
|  | Maki (מק"י)                                                 | 15,148  | 3.5%    | 4       |
|  | Demokratyczna Lista Nazaretu (רשימה דמוקרטית של נצרת)       | 7,387   | 1.7%    | 2       |
|  | Lista Bojowników (רשימת הלוחמים)                            | 5,363   | 1.2%    | 1       |
|  | WIZO (ויצו)                                                 | 5,173   | 1.2%    | 1       |
|  | Związek Jemeński (התאחדות התימנים)                          | 4,399   | 1%      | 1       |
|  | Razem                                                       | 434,684 | 100,0%  | 120     |

## Posłowie
Posłowie wybrani w wyborach:
| Partia                                  | Posłowie |
| --------------------------------------- | --- |
| Mapai                                   | Zalman Aran, Me’ir Argow, Ammi Asaf, Arje Bahir, Dawid Bar-Raw-Haj, Chajjim Ben Aszer, Dawid Ben Gurion, Jicchak Ben Cewi, Josef Barac, Szemu’el Dajan, Ben-Cijjon Dinur, Chasja Derori, Jechi’el Duwdewani, Josef Efrati, Heszel Frumkin, Szeragga Goren, Akiwa Gowrin, Jisra’el Guri, Elijjahu Hakarmeli, Dawid Hakohen, Neta Harpaz, Awraham Herzfeld, Abba Chuszi, Beba Idelson, Cewi Jehuda, Dow Josef, Eli’ezer Kaplan, Jona Kese, Josef-Micha’el Lamm, Szelomo Lawi, Pinchas Lawon, Eli’ezer Liwna, Ada Majmon, Golda Meir, Perec Naftali, Dewora Necer, Dawid Remez, Jehudit Simchoni, Jizhar Smilanski, Josef Sprinzak, Mosze Szaret, Zalman Szazar, Arje Szeftel, Re’uwen Szeri, Efrajim Taburi, Awraham Tawiw |
| Mapam                                   | Mosze Aram, Menachem Bader, Dow Bar-Nir, Jisra’el Bar-Jehuda, Jicchak Ben Aharon, Mordechaj Bentow, Jisra’el Galili, Ja’akow Chazzan, Fajge Ilanit, Me’ir Ja’ari, Channa Lamdan, Nachum Nir, Eli’ezer Peri, Berl Repetur, Ja’akow Riftin, Chanan Rubin, Mosze Sneh, Jicchak Tabenkin, Aharon Zisling |
| Zjednoczony Front Religijny             | Josef Burg, Elijjahu-Mosze Ganchowski, Awraham-Jehuda Goldrat, Aharon-Ja’akow Grinberg, Kalman Kahana, Mosze Kelmer, Me’ir-Dawid Lewenstein, Izaak Meir Lewin, Jehuda Lejb Majmon, Binjamin Minc, Mordechaj Nurok, Dawid-Cewi Pinkas, Awraham-Chajjim Szag, Chajjim Mosze Szapira, Mosze Unna, Zerach Warhaftig |
| Herut                                   | Jochanan Bader, Menachem Begin, Arje Ben Eli’ezer, Uri-Cewi Grinberg, Ari Żabotyński, Szemu’el Kac, Hillel Kook, Chajjim Kohen-Meguri, Chajjim Landau, Elijjahu Lankin, Ja’akow Meridor, Szemu’el Merlin, Awraham Rakanti, Ester Razi’el-Na’or |
| Ogólni Syjoniści                        | Perec Bernstein, Ja’akow Gil, Ja’akow Kliwnow, Szoszanna Parsitz, Jisra’el Rokach, Josef Sapir, Josef Serlin |
| Partia Progresywna                      | Jeszajahu Foerder, Awraham Granot, Jizhar Harari, Idow Kohen, Pinchas Rosen |
| Maki                                    | Szemu’el Mikunis, Eli’ezer Preminger, Taufik Tubi, Me’ir Wilner |
| Sefardyjczycy i Orientalne Społeczności | Mosze Ben–Ammi, Elijjahu Eljaszar, Awraham Elmalich, Bechor-Szalom Szitrit |
| Demokratyczna Lista Nazaretu            | Sajf ad-Din az-Zubi, Amin Salim Dżardżura |
| Lista Bojowników                        | Natan Jelin-Mor |
| Związek Jemeński                        | Zecharja Gluska |
| WIZO                                    | Rachel Kohen-Kagan |